# Marna (roccia)

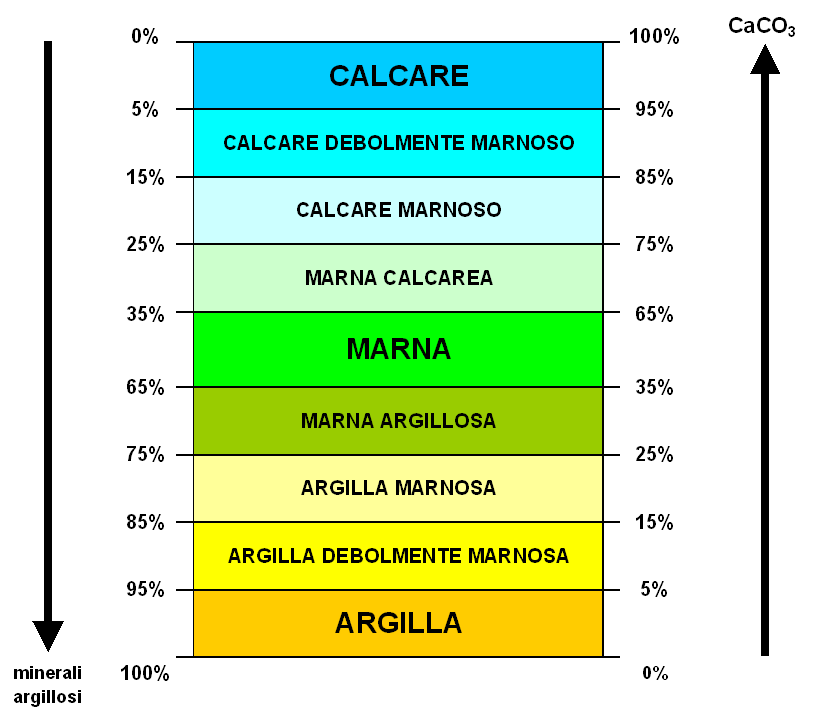
Termini di passaggio tra calcare (100% di carbonato di calcio) e argilla (100% di minerali argillosi). Le marne in senso stretto si trovano nel campo tra 35% e 65% di CaCO_{3} (o di minerali argillosi). A composizioni comprese tra questi limiti e i termini puri corrispondono litotipi intermedi.

La marna è una roccia sedimentaria, di tipo terrigeno, composta da una frazione argillosa e da una frazione carbonatica data generalmente da carbonato di calcio (calcite) CaCO3, oppure da carbonato doppio di magnesio e calcio (dolomite) [MgCa(CO3)2]. Nelle marne tipiche la percentuale di carbonato di calcio va dal 35% al 65%; al di sopra e al di sotto di questi valori si hanno termini transizionali a calcari (o dolomie) per alti contenuti di carbonato, oppure ad argille per bassi contenuti di carbonato.
Questo tipo di roccia deriva da sedimenti fangosi, di origine prevalentemente marina, sedimentati in condizioni di bassa energia del mezzo.
La componente argillosa si depone per lenta decantazione di particelle d'argilla (dimensioni inferiori a 0,0625 mm). 
La componente carbonatica può essere originata dalla precipitazione di sali o dalla deposizione di particelle organogene, derivate cioè da resti microscopici di organismi a scheletro o guscio calcareo.
L'utilizzo industriale principale delle marne è nella produzione di miscele cementizie.

## Ambiente sedimentario e caratteristiche chimico-fisiche
Le marne sono rocce derivate dalla diagenesi di fanghi a composizione mista, costituiti da frazioni variabili (vedi lo schema riportato) di carbonato di calcio e di minerali argillosi. 

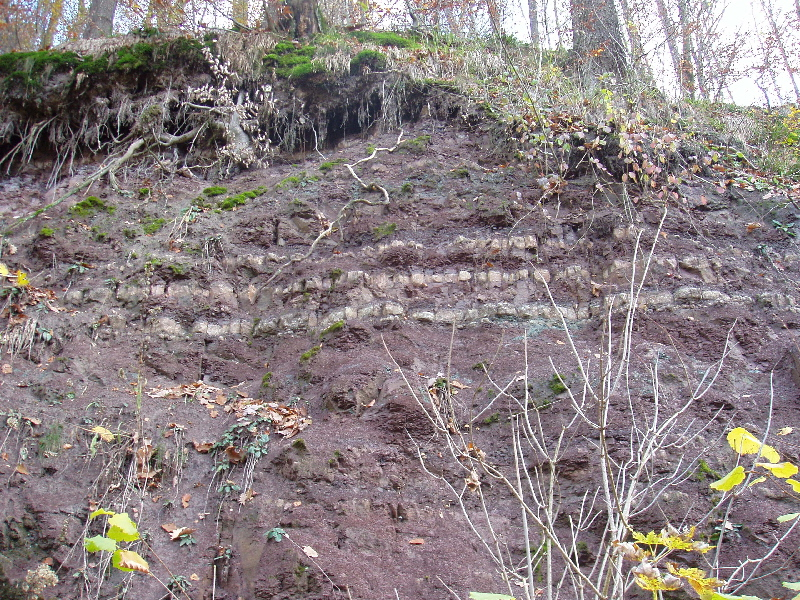
Affioramento di "Bunter Mergel" o "Marne varicolori" (Stoccarda, Germania, Triassico Inferiore). Marne rossastre e rosso-verdastre con strati di arenaria, che rappresentano facies marino-marginali depostesi in un bacino epicontinentale a bassa profondità.

La frazione terrigena fine è originata dal dilavamento di aree continentali adiacenti all'area di sedimentazione, mentre la frazione carbonatica può derivare da precipitazione chimica (nel caso di bacini lagunari o lacustri con sedimentazione evaporitica), oppure dalla sedimentazione per decantazione di resti di organismi microscopici con guscio o scheletro a composizione calcarea. 
L'ambiente sedimentario di questo litotipo può essere lagunare, marino o lacustre. I clasti, di composizione prevalentemente fillosilicatica hanno una grana con dimensioni inferiori a 1/16 di millimetro. Il cemento (per definizione carbonatico) può essere costituito da calcite o da aragonite, ma esistono anche marne dolomitiche, in cui la frazione carbonatica è dolomitizzata. L'aspetto può essere terroso e più o meno friabile (nel caso di litotipi poco coerenti, a scarsa cementazione), fogliettato (nel caso di marne fittamente stratificate e laminate), oppure massivo, con frattura scheggiosa o anche concoide (nel caso di marne ad elevato tenore di carbonato). Sovente i sedimenti marnosi risultano fossiliferi, talora con notevole abbondanza di forme e di esemplari, con fossili in buono stato di conservazione. 
Come roccia carbonatica, la pietra reagisce con effervescenza se immersa nell'acido cloridrico.

## Distribuzione

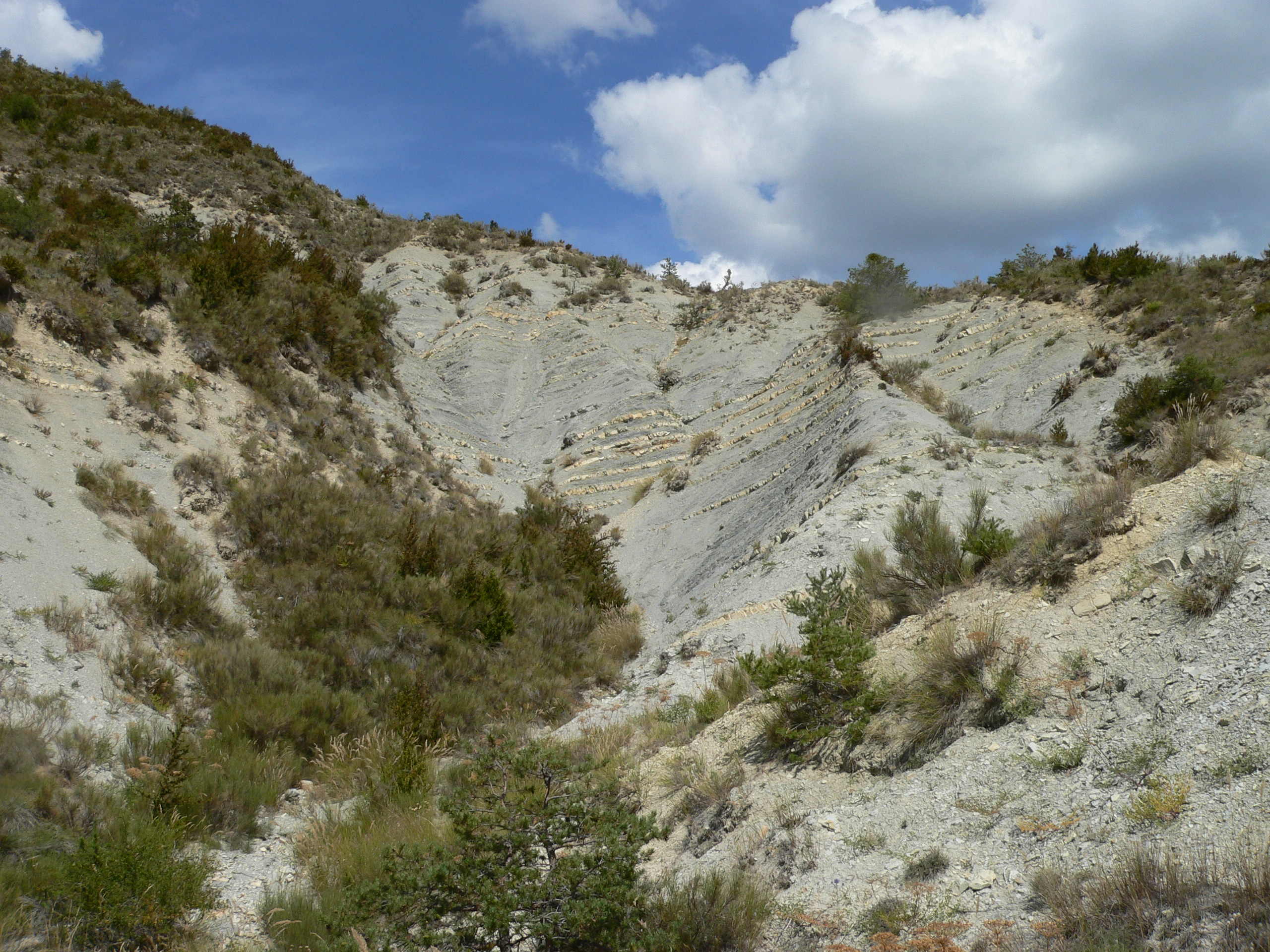
Affioramento di "Marnes Bleues" o "Marne Azzurre" (Col St. Jean, alta Provenza, Francia, Eocene Superiore). Marne e marne argillose grigio-bluastre in facies di scarpata continentale, con strati di arenaria che rappresentano episodi torbiditici.

Le marne (in senso lato) sono tipici sedimenti di piattaforma continentale e di mare epicontinentale. In questi contesti infatti sono presenti in varia misura i due componenti che costituiscono il litotipo, derivanti da due fonti principali: 
- apporti clastici fini, derivati dalle aree continentali emerse per l'erosione e il dilavamento operati dagli agenti atmosferici[8]
- apporti carbonatici, che possono derivare sia dalla decantazione di organismi planctonici (per esempio, negli oceani attuali, alghe calcaree o foraminiferi), sia dalla frazione carbonatica in eccesso esportata da aree di piattaforma carbonatica o da aree a sedimentazione evaporitica (in clima tropicale).

Verso la costa continentale, nella parte interna della piattaforma continentale, i sedimenti marnosi tendono ad essere sostituiti da sedimenti clastici con componente terrigena prevalente e più grossolani, depositatisi in un contesto ad energia del mezzo più elevata (tipicamente, sabbie e silt; arenarie e siltiti come termini litificati). 
I sedimenti marnosi si estendono spesso anche nel dominio pelagico più profondo, in ambiente di scarpata continentale e nella porzione più prossimale delle piane abissali, ove abbiamo ancora la presenza di apporti fini di origine continentale (deposti da correnti torbide), mentre sono sostituite da sedimenti più francamente carbonatici (fanghi a globigerine) nella parte più distale delle stesse. Non sono presenti al di sotto della profondità di compensazione dei carbonati, sotto la quale tutti gli elementi detritici a composizione carbonatica passano in soluzione nelle acque oceaniche. 
Sedimenti marnosi sono anche presenti in bacini lacustri con forte produttività carbonatica (di origine algale o batterica).
I sedimenti marnosi sono diffusi in tutto il mondo, nella maggior parte dei domini marini e lacustri del passato geologico.
In Italia sono presenti in tutti i contesti geologici sedimentari e risultano particolarmente diffusi nell'astigiano, nel basso alessandrino, nell'Oltrepò pavese, nelle prealpi varesine, comasche, e bresciane; marne argillose a foraminiferi sono presenti nell'Appennino centro-meridionale; le "crete" nel senese; i "mattaioni" presso Pisa e Volterra; in Calabria nella zona del Marchesato crotonese (i Calanchi del Marchesato), nella zona di Gioiosa e nel territorio di Palizzi ;in Sicilia lungo la costa mediterranea sotto il nome di "Trubi" (famosissima la Scala dei Turchi nel comune di Realmonte, vicino ad Agrigento) e nel bolognese ai piedi dell'Appennino.